# جاري ميلر
جاري ميلر (بالإنجليزية: Gary Miller)‏، رجل أعمال وسياسي أمريكي جمهوري، عضو بالكونغرس الأمريكي عن ولاية كاليفورنيا منذ عام 1999.

## حياته قبل السياسة
ولد ميلر في مدينة هنتسفيل بولاية أركنساس، التحق بكلية سان أنطونيو في كاليفورنيا، ثم خدم لفترة قصيرة في القوات المسلحة الأمريكية بين عامي 1967 و1968.
في العشرين من عمره أسس شركته الأولى لبناء البيوت الجاهزة، ثم أسس عدة شركات تحمل اسمه، من بينها «ج. ميلر للتنمية» و«ج. ميلر لأعمال البناء»، توسعت أعماله لتشمل تنمية وتخطيط المجتمعات الجديدة. لا يزال ميلر يمارس أعماله العقارية عبر شركات التنمية العقارية خاصته.

## تاريخه السياسي
في عام 1988 اختير لعضوية المجلس الاستشاري البلدي بمدينة دياموند بار بولاية كاليفورنيا، ثم انتخب عضواً لمجلس المدينة في عام 1989، ثم عمدة مدينة دياموند بار في عام 1992.
انتُخب عضواً في مجلس نواب ولاية كاليفورنيا في 1995 وحتى 1999، ثم انتُخب كنائب في مجلس النواب الأمريكي عن الولاية نفسها لمدة 6 دورات متعاقبة، بدءاً من يناير 1999 وحتى يناير 2015.

## حياته الشخصية
يقيم في مدينة دياموند بار، متزوج منذ 1972 من كاثي ميلر ولديهما ثلاثة أبناء وابنة واحدة.

## أخبار متعلقة
- خبر متعلق بأدائه السياسي
- خبر سياسي آخر